# 水上竜士
水上 竜士（みずかみ りゅうし、1964年12月26日 - ）は、日本の俳優、脚本家。富山県出身。東映マネージメント所属。特技は乗馬、殺陣。

## 来歴
状況劇場を経て小劇場・その他のプロデュース公演に参加する。その後、映画・TVへと進出する。また脚本家として戯曲や、映画やVシネマ等のシナリオを手がける。1995年『SCORE』横浜映画祭審査員特別賞。1998年日本テレビシナリオ登龍門 佳作受賞。京都造形芸術大学映画学科 教授。

## 出演

### 映画
- ころがし涼太 激突!モンスターバス（1988年）
- トカレフ（1994年、阪本順治監督）
- みんな〜やってるか！ (1994年、北野武監督)
- 眠らない街 新宿鮫
- エンドレスワルツ（1995年、若松孝二監督）
- 新ブラザーズ BROTHERS
- SCORE（1995年、室賀厚監督）
- KISS ME（1996年）
- 猫の息子（1997年）
- 鬼火（1997年）
- シン・レッド・ライン（1998年、監督テレンス・マリック）
- くノ一忍法帖 柳生外伝（1998年、小沢仁志監督、キングレコード） - 加藤明成 役
- SCORE2 THE BIG FIGHT（1999年、小沢仁志監督）
- 金融腐蝕列島（1999年） - 池ノ上検事 役
- リング0 バースデイ
- スワロウテイル（岩井俊二監督）
- 日本黒社会 LEY LINES（1999年） - 偽造パスポート屋
- SLANG 黄犬群（1999年）
- 漂流街 THE HAZARD CITY（2000年）
- 新・仁義なき戦い。（2000年、阪本順治監督）
- ワニ女の逆襲（2001年）
- 非・バランス（2001年）
- 夜を賭けて（2002年）
- ALIVE アライヴ（2002年）
- KT（2002年、阪本順治監督）
- GUN CRAZY 裏切りの挽歌（2002年）
- 人斬り銀次（2003年）
- アイデン&ティティ（2003年）
- ラブドガン（2004年）
- CHARON カロン（2004年） - 勝木大(作家)
- 鉄人28号（2005年）
- 疾走（2005年、SABU監督）
- ポチの告白（2006年、高橋玄監督）
- 魂萌え!（2007年、阪本順治監督）
- パッチギ! LOVE&PEACE（井筒和幸監督）
- どろろ（2007年、塩田明彦監督）
- 桃まつり presents 真夜中の宴「granite（グラニテ）」（2007年）
- クライマーズ・ハイ（2008年）
- 哀憑歌 〜CHI-MANAKO〜（2008年）
- Girl's Life（2009年）
- ヴィヨンの妻 〜桜桃とタンポポ〜（2009年、根岸吉太郎監督）
- MADE IN JAPAN 〜こらッ!〜（2011年、高橋伴明監督） - 牛乳屋のおじさん
- 海燕ホテル・ブルー（2011年、若松孝二監督）
- 11・25自決の日 三島由紀夫と若者たち（2012年、若松孝二監督）
- カミハテ商店（2012年、山本起也監督）
- 千年の愉楽（2013年、若松孝二監督）
- 彌勒（2015年、林海象監督）
- 正しく生きる（2015年、福岡芳穂監督）
- 赤い玉、（2015年、高橋伴明監督）
- D5/5人の探偵（2018年、GEN TAKAHASHI監督） - 謎の死体
- 嵐電（2019年、鈴木卓爾監督） - 永嶺巡
- 東京ワイン会ピープル（2019年10月4日） - 布袋裕二
- のさりの島（2021年5月29日、山本起也監督） - 堀川健一[4]
- 折にふれて（2025年5月31日、村田陽奈監督） - お父さん[5]

### Vシネマ
- 新ほんとにあった怖い話／幽玄界（1992年）
- ザ・ワイルドビート 裏切りの鎮魂歌（レクイエム）（1994年）
- 亡霊学級（1996年）
- 呪われた美女たち 悪霊怪談（1996年）
- DOG TAG（1997年）
- ザ・ショーガール（1998年）
- 大阪極道戦争外伝 シャブ極道〜暴発篇〜（1999年）
- パチスロ攻略王2（2000年）
- 首領の女（2001年）全3作 - 坂口組藤堂組桐野組若頭補佐 根岸利孝
- 修羅のみち12 完結編（2004年）
- (暴)組織犯罪対策部捜査四課シリーズ（2005年 - 2006年） - 警視庁 薬物銃器対策課 刑事 近藤礼二
  - (暴)組織犯罪対策部捜査四課2（2005年）
  - (暴)組織犯罪対策部捜査四課3（2005年）
  - (暴)組織犯罪対策部捜査四課4 無差別テロ（2006年）
  - (暴)組織犯罪対策部捜査四課5 首都消滅!?（2006年）
- 武闘派極道史 竹中組 〜組長邸襲撃事件〜（2005年）
- 平成清水一家（2007年）全2作 - 武並組組長 ドモ安
- ビジネスマン必勝講座 ヤクザに学ぶ指導力（2007年）第三話「明日に向かって撃て!」 - Y組若頭F
- ツインギャング（2007年）
- 大阪やくざ戦争 誤爆の代償（2007年） - 山賀組系坂戸組組員 カサイ
- 修羅の妻(おんな)たち 鉄砲玉の女（2008年） - 赤城組組長
- 愛しのOYAJI 激突編（2008年）
- 黄昏のビギン（2008年）
- 哀憑歌 〜CHI-MANAKO〜（2008年）
- ヤクザ大辞典（2009年）
- Girl's Life（2009年）
- ブラックフェイス（2013年）
- 日本統一24,25,26（2018年） - 大阪府警刑事 サナダ

### テレビドラマ
- ベイシティ刑事（1988年）
- はみだし刑事情熱系（1997年） - 中岡俊郎
- 温泉若おかみの殺人推理9（2000年） - 滝沢克次
- ラーメン刑事「龍」の殺人推理1（2000年） - 矢野守
- 別れさせ屋（2001年） - 渡辺秘書
- スカイハイ （2003年） - 片桐保
- 相棒
  - Season2　第13話「神隠し」（2004年） - 大森郁夫
  - Season4　第20話「7人の容疑者」（2006年） - 石原隆志
- 刑事殺し1（2007年） - 赤坂刑事
- 捜査地図の女 （2012年） - 白井貢
- 迷宮捜査（2015年）
- オバベン -京都ふたりの女弁護士-2（2015年） - 春日武彦
- ドクター彦次郎
  - 第1弾（2015年） - 神崎治朗
  - 第4弾（2019年） - 池崎吉弥
- 警視庁捜査一課9係（2017年） - 小岩井次郎
- 大河ドラマ 青天を衝け（2021年） - 山内容堂

## 監督
- 新・影の軍団 第四章 地雷火 (2003年)

## 脚本
- 東京魔悲夜外伝 GANGSTER2（1997年）
- レイライン
- 鉄 平成侠客伝（1999年3月20日公開）
- 悲しきヒットマン 蒼き狼（2000年）
- デコトラ外伝 男人生夢一路（2001年）
- 新・影の軍団III 地雷火（2003年）
- 猿飛佐助 闇の軍団 天の巻（2004年）
- 闇武者（2004年）
- 新・影の軍団VI 最終章（2005年）
- 鬼夜叉 七人のくノ一（2005年）
- 闇金の帝王（2007年）
- 893239「だいちゃん」（兼監督）
- 東京NEO魔悲夜（2008年）
- 死神の刃(やいば)（2010年）
- 喧嘩高校軍団 特攻!國士義塾VS.朝高（2009年4月18日公開）原案・脚本
- Girl's Life(ガールズライフ)（2009年12月5日公開）

## 戯曲
- 豊饒の月
- スカボロフェア
- 青空のメロディー
- 背中をみせて
- Heaven’s Door
- サンタクロースの墓
- 青空の向こう側
- 渇いた太陽
- 壊れゆく時を越えて